# Miguel Maura Gamazo
Miguel Maura Gamazo (Madrid, 13 de desembre de 1887 — Saragossa, 3 de juny de 1971) va ser un polític espanyol, fill del polític monàrquic Antoni Maura i Montaner.

## Orígens
Va entrar de ple en la política l'any 1913 seguint els passos polítics que llavors liderava el seu pare, sota el que era conegut com el maurisme, pel qual va ser elegit diputat per Alacant a les eleccions generals espanyoles de 1916, 1918 i 1919. Com el seu pare, Miguel Maura era monàrquic i conservador, però després de la dictadura de Primo de Rivera va evolucionar des d'aquestes posicions monàrquiques cap a un republicanisme moderat i conservador, després de verificar durant els dos últims anys del règim dictatorial la desafecció que els diferents cercles polítics tenien sobre el mateix règim i la monarquia d'Alfons XIII.
De fet, en la seva obra Así cayó Alfonso XIII (1962) relata el seu canvi ideològic i la seva participació en el moviment republicà, i fins i tot una conversa entre ell i alguns dels seus germans (que recolzaven l'opció monàrquica, i fins i tot algun era amic personal del monarca i l'altre, el duc de Maura, va ser nomenat ministre de Treball a l'últim govern de la monarquia alfonsina) en les quals, malgrat les seves diferències polítiques, afirmaven que, de seguir viu el seu pare (que va morir el 1925), hagués recolzat i seguit l'opció que defensava el seu fill Miguel, doncs també es va sentir desenganyat del monarca pel seu suport al dictador militar.
Amb tot, el fet que el seu germà Gabriel passés a formar part de l'últim govern d'Alfons XIII i la percepció frívola i poc substancial que de Miguel Maura es tenia en aquest moment (recordem que el gruix dels seguidors mauristes van veure favorablement la dictadura militar de Primo de Rivera, i entre ells es trobaven José Calvo Sotelo, ministre d'Hisenda del Directori Civil de Primo de Rivera i líder del monarquisme reaccionari, i José María Gil-Robles y Quiñones, futur cap de la CEDA) relativitza bastant aquesta versió dels fets. Un retrat molt certer de la seva actitud i del paper que va jugar el tenim a Josep Pla (Madrid 1931, l'adveniment de la República).

## El Govern Provisional
Va pertànyer, al costat de l'excap liberal Niceto Alcalá-Zamora, a la Dreta Liberal Republicana, un dels partits republicans signants del Pacte de Sant Sebastià, encara que per posteriors desavinences amb el mateix Alcalá-Zamora formaria el seu propi partit polític, al que denominaria Partit Republicà Conservador. Va ser un dels més distingits polítics dels inicis de la Segona República Espanyola, sent el ministre de la Governació durant el Govern Provisional (abril-octubre 1931), produint-se durant el seu mandat els episodis de la crema de convents, els desterraments del cardenal primat Pedro Segura i del bisbe de Vitòria, Mateo Múgica, diverses vagues revolucionàries dels anarcosindicalistes (com la vaga de la Companyia Telefònica) i el desenvolupament de les eleccions a Corts Constituents, que molts historiadors atribueixen com les primeres eleccions veritablement democràtiques d'Espanya. En aquestes eleccions fou elegit diputat per la província de Zamora.
No obstant això, a causa de l'esgotament físic personal que comportava el difícil càrrec, va aprofitar l'aprovació del polèmic article 26 de la Constitució republicana, de fort caràcter anticlerical, per dimitir del seu càrrec, al mateix temps que el president Alcalá-Zamora (tots dos polítics eren els únics membres del Govern Provisional que es declaraven com a catòlics practicants i veien en l'aprovació de l'article 26 una violació de l'acordat prèviament en el Pacte de Sant Sebastià). Així doncs, en formar-se a l'octubre de 1931 el nou govern, presidit per Manuel Azaña, Maura ja no hi va figurar, malgrat que els ministres i el mateix Azaña li van demanar que es mantingués en el càrrec.

## Participació en la vida política republicana
Des de llavors, va tractar d'articular amb el seu Partit Republicà Conservador una opció política que compaginés les idees pròpies de les classes socials conservadores amb el sentiment republicà i demòcrata, però en les eleccions de novembre de 1933 només va poder comptar amb 17 diputats, davant la irrupció de la CEDA, de fort caràcter catòlic, corporativista i accidentalista en les formes de govern (oficialment els era indiferent la forma de govern, ja que el que els importava era el seu contingut) en el panorama polític espanyol.
Durant el bienni radical-cedista va tractar d'influir en les Corts sortides en 1933 per reduir el clima de crispació política existent al Parlament, cosa que va estar a punt d'ocórrer quan al novembre de 1935 el seu exsoci polític, Niceto Alcalá-Zamora (llavors President de la República) li va encarregar formar govern, però no va poder comptar amb el suport majoritari d'aquestes Corts, d'inclinació conservadora, per la seva proposta de concedir una amnistia general per als detinguts en la repressió de la Revolució de 1934.

## La "Dictadura Nacional Republicana"
El mes de juny de 1936 van aconseguir fort ressò els seus articles periodístics publicats a El Sol, on manifestava la seva proposta d'instauració d'una Dictadura Nacional Republicana, que seria una espècie de govern transitori i provisional per sortir de la caòtica situació polític-social regnant des de l'arribada al poder del Front Popular, enfrontar-se als extremismes dretà i esquerrà, i salvar la República dels seus enemics mitjançant la intervenció d'una política pragmàtica duta a terme pels principals líders que defensessin, des del socialisme reformista fins a la dreta demòcrata, una legalitat veritablement republicana i democràtica.
Per això, quan es va iniciar el cop d'estat del 18 de juliol de 1936 que donaria origen a la Guerra Civil -que el va enxampar d'estiueig amb la seva família a La Granja-, Manuel Azaña, recentment nomenat President de la República, li va oferir la presidència d'un Govern "d'unió nacional" per enfrontar-se amb la revolta, oferta que Maura solament acceptaria si tenia les mans lliures per dur a terme aquesta Dictadura Nacional Republicana. No obstant això, malgrat que la seva proposta era aprovada per polítics d'ideologies tan dispars -entre ells estaven els republicans d'Izquierda Republicana (el mateix Azaña, José Giral, Agustín Viñuales i Amós Salvador), d'Unió Republicana (l'aleshores President de les Corts, Diego Martínez Barrio), del Partit Nacional Republicà (un partit republicà de caràcter centrista, liderat per Felipe Sánchez Román) i del sector moderat del PSOE (Indalecio Prieto i Julián Besteiro), i hom sospita que també ho hauria acceptat el sector moderat de la CEDA (liderat per Manuel Giménez Fernández i Lluís Lúcia i Lúcia), la tenaç oposició del líder del socialisme revolucionari i de la Unió General de Treballadors, Francisco Largo Caballero, amenaçant de portar una vaga general revolucionària per tot Espanya si es portava a la pràctica la proposta de Miguel Maura, va conduir a l'immediat fracàs de la proposta maurista. Així doncs, Azaña va haver de repetir l'encàrrec de formar govern amb Martínez Barrio, qui va acceptar però el govern del qual va durar unes poques hores davant la negativa del general Mola, cervell del cop militar, a rendir-se i a les multitudinàries manifestacions sindicals, liderades per Largo Caballero, per evitar una possible negociació amb els colpistes per acabar amb la crisi.
Poc després, davant el consell dels seus veïns, abandona La Granja i torna a Madrid, però davant el coneixement que les milícies anarquistes el buscaven per assassinar-lo, va demanar ajuda Indalecio Prieto, llavors Ministre de Marina i Aire, qui li va procurar un avió militar amb el qual es va traslladar a Tolosa de Llenguadoc (França), aconseguint així salvar la seva vida i la de la seva dona i els seus cinc fills, a diferència del seu germà Honorio Maura, executat per les milícies anarquistes i comunistes al fort de Guadalupe d'Irun l'estiu de 1936.

## Exili, retorn i mort
Des de llavors, va col·laborar en l'exili per fer tornar la democràcia a Espanya: primer, amb el seu suport als Tretze Punts que enunciava Juan Negrín per acabar la Guerra Civil, i posteriorment amb la seva ajuda en la tasca de reorganitzar l'oposició republicana en l'exili francès. No obstant això, la invasió alemanya de França el 1940 i les evasives dels aliats a alliberar Espanya de la dictadura franquista van impedir que la seva labor, juntament amb la d'altres exiliats republicans, donessin els seus fruits.
Així doncs, amb aquest panorama, Miguel Maura va decidir tornar a Espanya el 1953, i es va instal·lar a Barcelona -se li "va aconsellar" no residir a Madrid- amb la seva dona, la seva filla i el seu gendre, que treballava a la capital catalana.
Durant els anys seixanta va decidir escriure el seu obra Así cayó Alfonso XIII (1962, l'última edició del qual és de 2007) perquè servís de model perquè la successió del general Franco conduís a una transició pacífica cap a l'establiment d'un veritable règim democràtic a Espanya. Va morir a Saragossa durant el mes de juny de 1971.